# Biserica Panaghia Kapnikarea

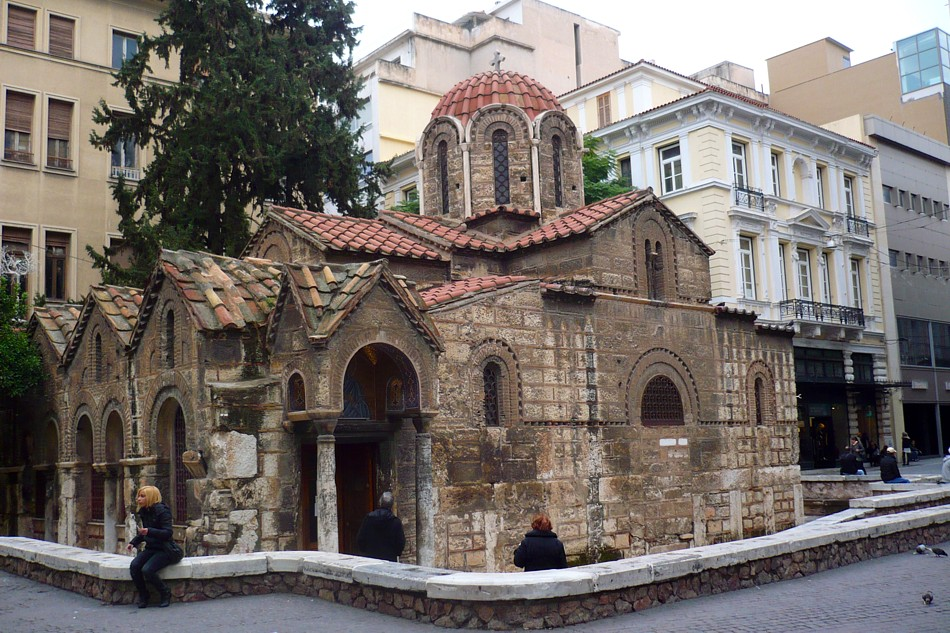
Biserica Panaghia Kapnikarea

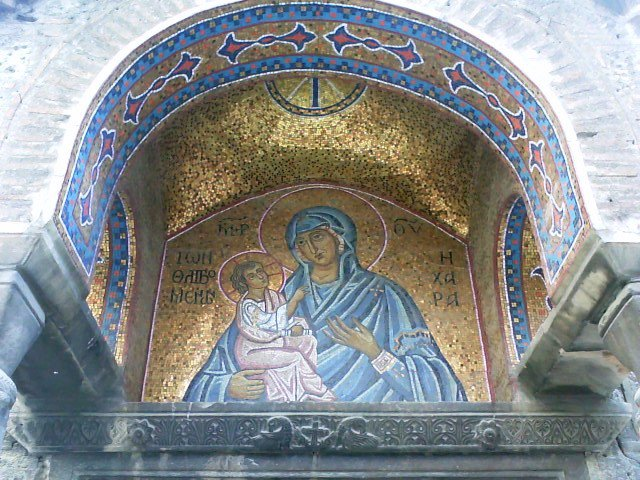
Mozaic al Maicii Domnului cu Pruncul deasupra porticului sudic

Biserica Panaghia Kapnikarea (în greacă Εκκλησία της Παναγίας Καπνικαρέας) sau doar Kapnikarea (în greacă Καπνικαρέα) este o biserică ortodoxă greacă și una dintre cele mai vechi biserici din Atena.

## Istoric

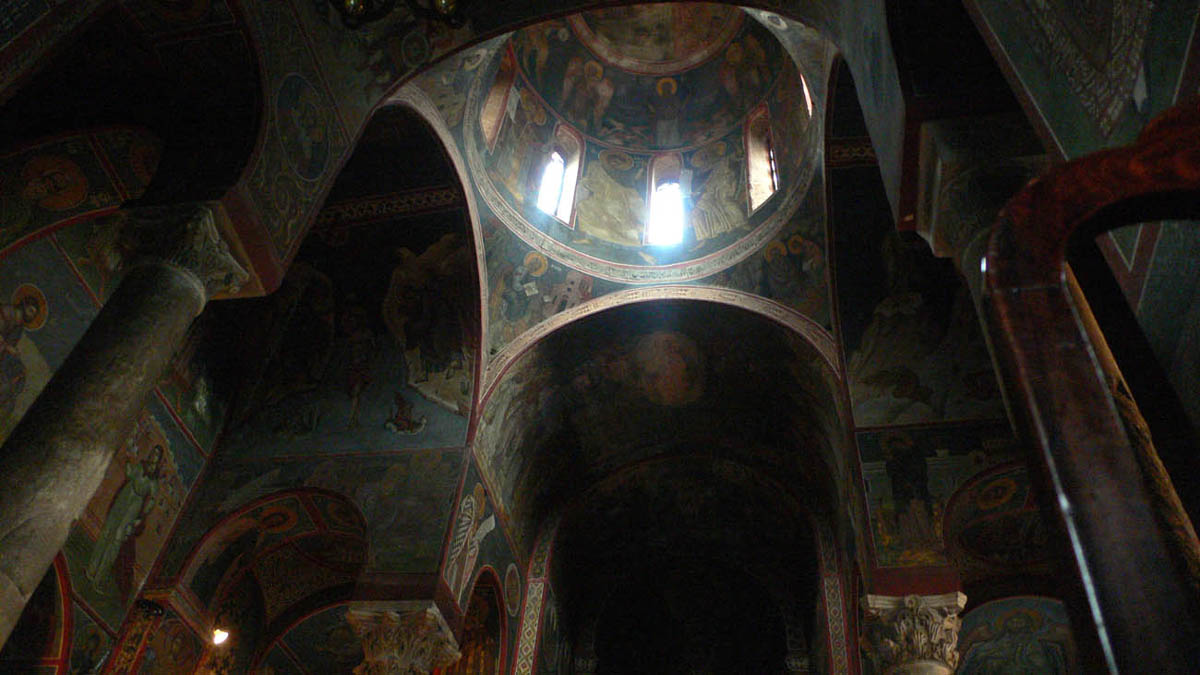
Interiorul bisericii

Se estimează că biserica a fost construită cândva prin secolul al XI-lea, probabil în jurul anului 1050. În mod asemănător primelor biserici creștine, ea a fost construită peste un vechi templu păgân grecesc dedicat cultului unei zeițe, posibil Atena sau Demetra. Atunci când regele Otto al Regatului Greciei l-a adus pe arhitectul Leo von Klenze pentru a proiecta noul plan al orașului Atena, biserica Panaghia Kapnikarea a fost propusă pentru demolare, dar regele Ludovic I al Bavariei (tatăl regelui Otto) s-a opus acestei decizii și a salvat biserica.

## Arhitectură
Se pare că biserica Kapnikarea a fost inițial un katholikon al unei mănăstiri. În prezent, clădirea este formată dintr-un complex de trei unități diferite atașate la un loc; aceste unități au fost construite în succesiune: a) biserica mai mare din partea de sud dedicată Intrării Maicii Domnului în Biserică, b) capela Sf. Barbara de pe latura de nord; și c) exonartexul cu propilee la vest.
Cea mai mare dintre cele două biserici, cea din partea de sud, este o clădire cu cupolă, în formă de cruce, care a fost datată (pe baza unor criterii morfologice) a fi construită pe la mijlocul secolului al XI-lea.

## Localizare
Biserica este situată în centrul orașului modern Atena, chiar în mijlocul zonei comerciale cu trafic ridicat de pe strada Ermou, la marginea cartierului Plaka.